# جورج غوردون (لاعب كريكت)
جورج غوردون (بالإنجليزية: George Gordon)‏ (12 أغسطس 1860 بملبورن في أستراليا - 5 مارس 1946 في أستراليا) هو لاعب كريكت أسترالي. لعب مع فريق فكتوريا للكريكت.

## وصلات خارجية
- جورج غوردون على موقع إي آس بي آن كريك إنفو (الإنجليزية)